# Маметьевка
Маметьевка — исчезнувшая деревня в Болотнинском районе Новосибирской области. На момент упразднения входила в состав Боровского сельсовета. Исключена из учётных данных в 1977 году.

## География
Располагалась на левом берегу реки Икса, в 4 км к западу от посёлка Бор.

## История
Посёлок Маметьевский был основан в 1907 г. В 1926 году состоял из 58 хозяйств. В административном отношении входил в состав Маметьевского сельсовета Болотнинского района Томского округа Сибирского края.
До 1966 года входила в состав Зудовского сельсовета; до 1970 года в Дивенском сельсовете. Решением Новосибирского облисполкома от 01.12.1977 г. № 799 деревня исключена из учётных данных.

## Население
По переписи 1926 г. в посёлке проживало 348 человек (178 мужчин и 170 женщин), основное население — русские.